# Шуйский, Иван Иванович Пуговка

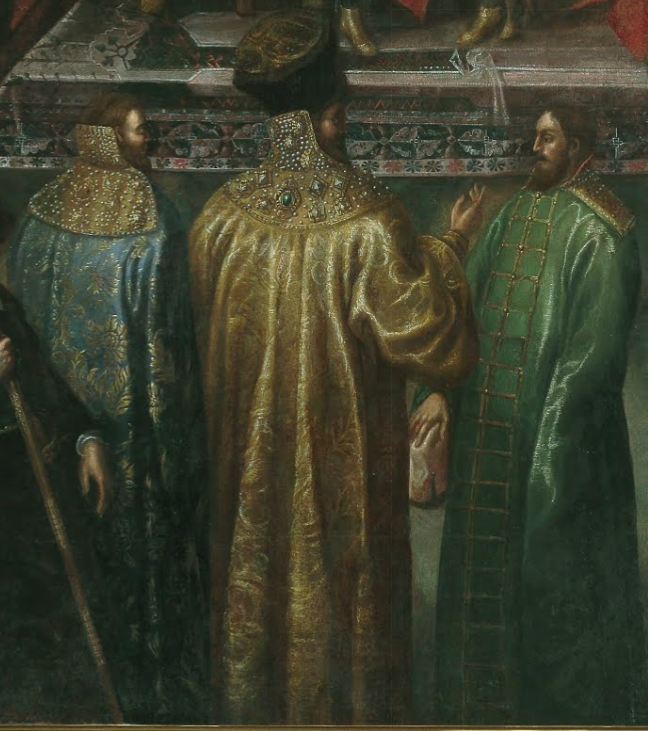
Изображение братьев Шуйских перед Сигизмундом III с картины «Станислав Жолкевский представляет королю Сигизмунду III и королевичу Владиславу на Сейме 1611 г.», Томазо Долабелла, 1640-е

Князь Ива́н Ива́нович Шу́йский по прозванию Пу́говка (ок. 1566 — ок. 1638) — русский государственный и военный деятель, рында, воевода и боярин во времена правления Фёдора Ивановича, Бориса Годунова, Смутное время и во времена Михаила Фёдоровича.
Считается последним представителем старшей ветви князей Шуйских. Младший сын боярина и князя Ивана Андреевича Шуйского. Имел братьев, князей: царя Василия IV Шуйского, Дмитрия и Александра Ивановичей.

## Биография

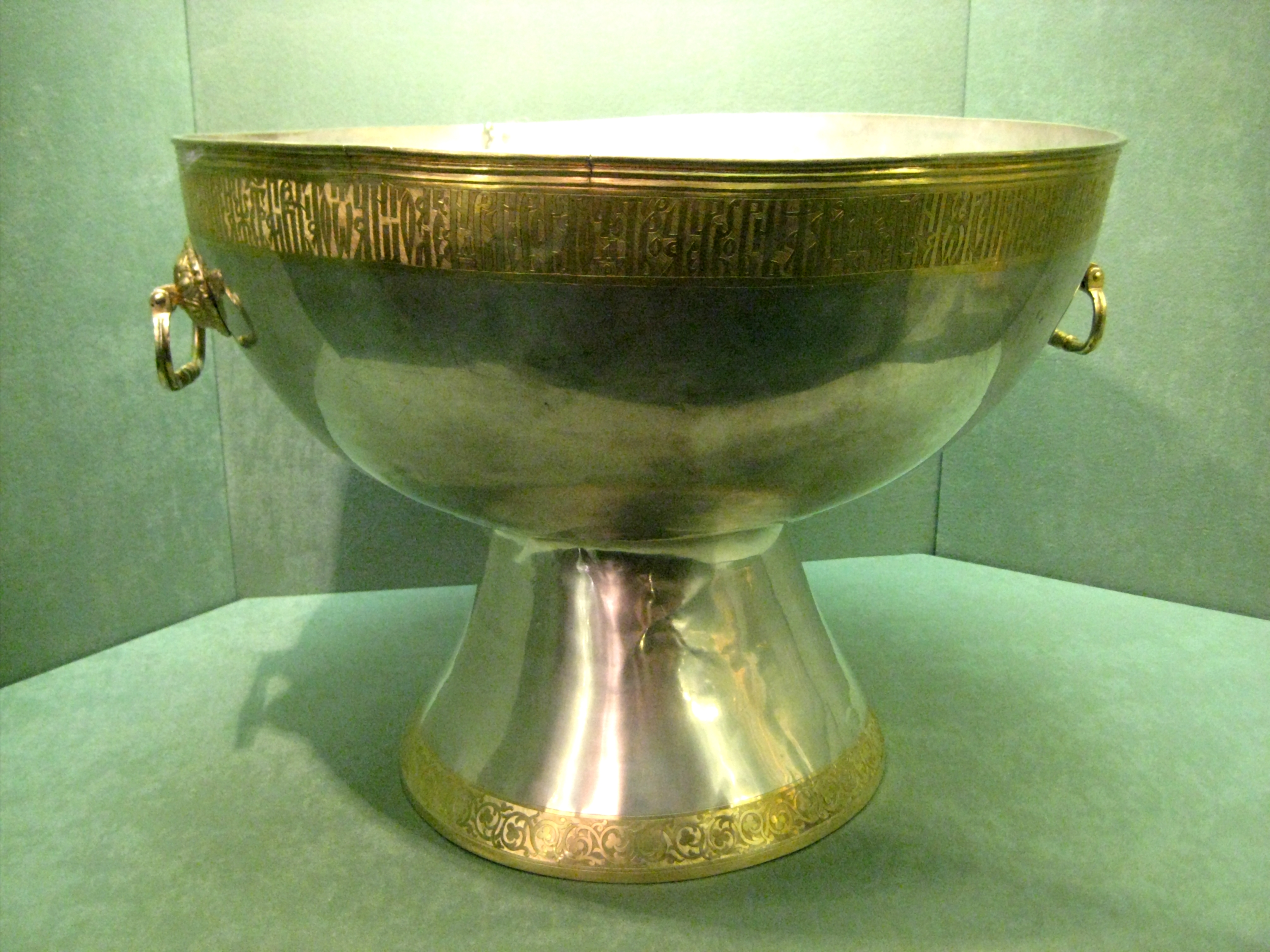
Чаша водосвятная. Москва, 1636. На венце надпись: «…сия чаша зделана бысть… церковныя ради потребы на освещение воде повелением князя Ивана Шуйского…».

### Служба Фёдору Ивановичу и Борису Годунову
В ноябре 1585 года рында с большим государевым саадаком в Новгородском походе против шведов. С 1587 года, во время преследования Шуйских Годуновым находился в ссылке в Шуе.
В 1591 году Годунов, уже не видя опасности в Шуйских, возвращает их в Москву. С тех пор Шуйские в целом вели себя лояльно. В этом же году за отогнание крымцев от Москвы князь Иван Иванович пожалован золотым.
В 1596 году пожалован в бояре.
В 1598 году участвует в государевом походе к Серпухову по «крымским вестям», на третьем стане Государя, был приглашён к его столу. Упомянут бояриным при Борисе Годунове.

### Смутное время

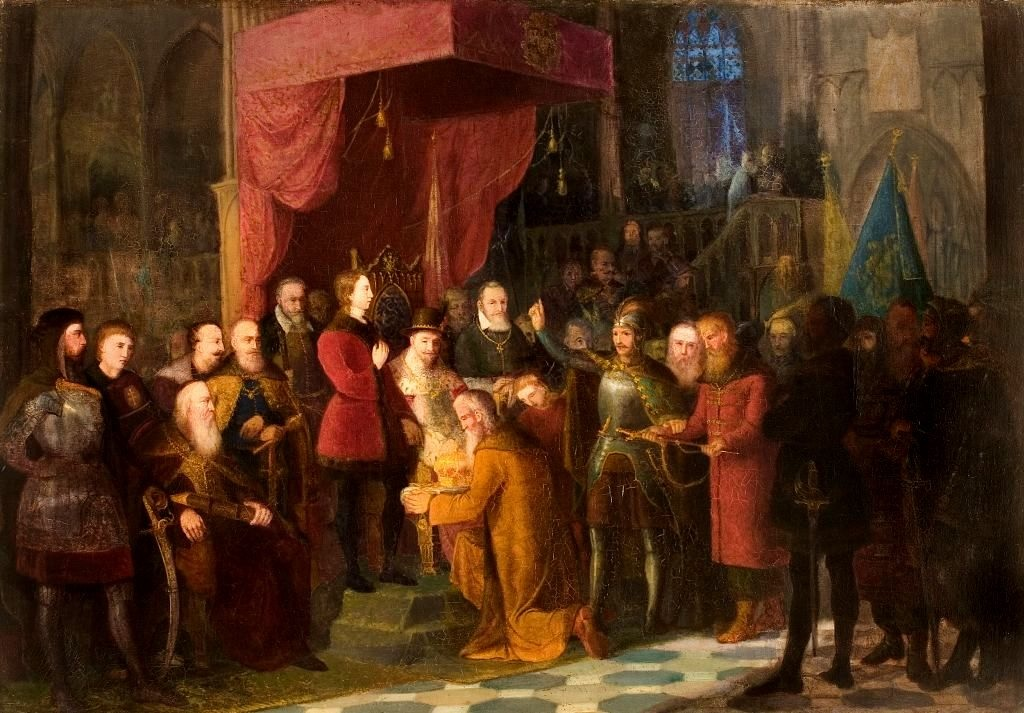
Цари Шуйские перед Сигизмундом III. Картина Яна Матейко

В июне 1605 года, по обвинению в заговоре против Лжедмитрия I, арестован вместе с братьями, всех решением Собора приговорили к смертной казни, но потом на эшафоте заменили ссылкой и князь Иван Иванович Пуговка был сослан с братьями в «Галичские пригородки по темницам», где через несколько месяцев все Шуйский были прощены и возвращены в Москву, по решению самозванца нуждавшегося в боярской поддержке. В ноябре этого же года определён одиннадцатым советником в Большой совет самозванца, где упомянут бояриным.
В 1606—1610 годах Иван Шуйский был во главе Стрелецкого приказа в чине боярина.
В 1606—1607 годах во время восстания Болотникова был одним из царских воевод. 23 сентября 1606 года битве под Калугой на реке Угре при впадении её в Оку потерпел поражение от Болотникова. На рубеже ноября — декабря 1606 года развернулось генеральное сражение за Москву с повстанческой армией. Заняв Коломенское, Данилов монастырь и устроив укреплённый лагерь в селе Заборье близ монастыря, Болотников осадил столицу. Разрядный приказ назначил два полка: один — князей И. И. Шуйский, А. В. Голицын и М. Б. Шеин, а в другой князей М. В. Скопина-Шуйского, И. В. Голицына и Б. П. Татева. В ходе боёв повстанцы потерпели поражение, царские войска «воров многих побили, а которые стояли в Заборье, тех взяли, и вор Ивашка Болотников …. побежал в Калугу». Под командованием Скопина-Шуйского участвовал в бою под Котлами 2 декабря 1606 года, приведшем к деблокаде Москвы. 30 декабря 1606 года начал осаду Калуги, закончившуюся поражением царских войск в мае 1607 года.
В 1607 году, в июне участвовал в битве на Восьме, потом в июле первый воевода Большого полка в походе к Туле, где принял участие в осаде Тулы, затем послан к Серпухову, который освободил от бунтарей, а оттуда в чине дворового воеводы отправился в государев поход к Алексину, а потом указано ему идти вновь в Калугу.
В январе 1608 года на свадьбе старшего брата и царя Василия Шуйского и княжны Марии Петровны Буйносовой-Ростовской, в виду отсутствия брата князя Дмитрия Ивановича, был посаженным отцом. В этом же году первый воевода Большого полка против Лжедмитрия II стоящего в Тушино лагерем. В сентябре послан из Москвы первым воеводою войск против польско-литовских войск осаждающих Троице-Сергиеву лавру. 22 сентября русская армия под командованием Ивана Шуйского была разгромлена польскими войсками под командованием Сапеги в битве под Рахманцевом. В этом же году первый осадный и для вылазок воевода в Москве у Тверских ворот.
В июле 1610 года после падения Василия IV Шуйского поляки вывезли всех потомков Шуйских в Польшу. Иван Иванович пробыл в плену с 1610 по 1620 год, был отпущен из польского плена в Россию решением Рады от 15 февраля 1620 года, с условием снятия крестного целования польскому королю Сигизмунду III.
По переписке московских воевод с польскими видно, что князю Ивану Ивановичу тяжело жилось в неволе. Ему не было оказано никаких почестей, он сам себя обслуживал, ходил только пешком, а по временам бывал и «за сторожами у гайдуков». Вероятно, что присутствовал при погребении братьев: царя Василия Шуйского и Дмитрия Ивановича с женою (все умерли в 1612 году), которые первоначально были захоронены у ворот Гостынинского замка, где опять же вероятно содержали и самого князя Ивана Пуговку.

### Служба Михаилу Фёдоровичу
В 1620 году после возвращения из плена, вновь назван боярином, назначался на ряд ответственных должностей, в частности управлял Московским судным приказом. В апреле на Пасху 1620 года и в сентябре 1621 года был за государевым столом и за столом у патриарха с английскими послами. В июле 1623 года был приглашён за государев стол, и судил местническое дело однородцев: Бутурлина-Клепина с Бутурлиным.
В 1624 году присутствовал на первой свадьбе Государя с Марией Владимировной Долгоруковой, где с ним начал местнический спор князь Иван Васильевич Голицын и его жена, на что царь указал: «Государская милость ко всем к ним, что быть указал государь на своей государевой радости без всем мест». Суть местничества была в том, что князю Голицыну было велено сидеть вторым после Шуйского с государевой стороны, а Трубецкому первым с царицыной (то есть на месте равном Голицыну). И то и другое Голицын счёл оскорблением, претендуя на первое место и заявил лично увещевавшему его патриарху Филарету, что не придёт «хотя вели государь казнить». Его отказ бояре признали «изменой» и с женою сослали в Пермь, отобрав вотчины и поместья.
В 1626 году на втором бракосочетании царя Михаила Фёдоровича с Евдокией Лукьяновной Стрешневой был первым за большим столом. В декабре этого же года приводил к присяге в Золотой палате думного дьяка В. Г. Телепнёва.
В 1628 году приглашен на крестины царевны Пелагее Михайловны и состоявшийся по этому поводу обед с царской семьёю.
В 1629 году тоже присутствовал на крестинах царевича Алексея Михайловича. С 1629 по 1638 года неоднократно упомянут на семейных мероприятиях царя, царицы и их детей.
В 1630 году был назначен «быть в царском дворце в золоте» при приёме иностранных послов: шведского Антона Лимара, голландского Отто Бруга и турецкого Муслы-Аги.
В 1631 году выкупил у боярина и князя Дмитрия Михайловича Пожарского закладной вотчины князя Василия Фёдоровича Скопина-Шуйского и его сына князя Михаила Васильевича село Новосильцево в Московском уезде.
С 1634 года управлял в чине первого судьи — Приказом сыскных дел. В июле этого же года оставлен первым для охраны столицы на время богомольного похода Михаила Фёдоровича в Николо-Угрешский и Новодевичий монастыри.
В июле 1635 года первым встречал вывезенных из Польши прах своих братьев, князей: царя Василия Шуйского и Дмитрия Ивановича с женою Екатериной Григорьевной Скуратовой. Участвовал в мероприятиях по их захоронению.
В апреле 1636 года вновь оставлен первым в Москве для её охраны на время богомольного похода царя в Новодевичий монастырь и село Покровское.
Вероятно, что в ноябре 1637 года принял постриг с именем Иона, так как в это его душе приказчики получили устное духовное завещание и в это время он упомянут с именем Иона.
Умер боярин и князь Иван Иванович Шуйский до апреля 1638 года, завещав все имущество и вотчины стольнику и князю Юрию Петровичу Буйносову-Ростовскому, родному брату царицы Марии Петровны (ум. 1626 году), вдовы царя Василия Шуйского (ум. 1612 год). В состав вотчины входило сельцо Морево (Федново) с деревнями и пустошами в Рузском уезде, ранее входивших в вотчины брата, князя Дмитрия Ивановича Шуйского (ум. 1612 год) и пожалованные после его смерти во владение царице.

## Семья
В 1623 году князь Иван Иванович женился на Марфе Владимировне Долгоруковой, сестре Марии Владимировны Долгоруковой, царской невесты (с июля 1623 года) и жены (с сентября 1624 года) царя Михаила Фёдоровича. Марфа Владимировна умерла в 1634 году и похоронена 15 июля около Покровского собора.
По родословной росписи показаны бездетными.

## Критика
П. В. Долгоруков в «Российской родословной книге» показывает отцом князя № 61 Ивана Ивановича Шуйского-Пуговки, № 56 Ивана Петровича Шуйского (ум. 1587), что неверно. Отцом князя Ивана Пуговки является князь № 52 Иван Андреевич Шуйский (ум. 1573). В этом же источнике женою князя показана Евдокия Васильева №, а отец князь Иван Андреевич Шуйский показан бездетным.
В октябре 1634 года была подана челобитная князя Ивана Ивановича Шуйского в Поместный приказ, с просьбой о записи за старицей Федосьей Васильевной Морозовой, родной жены князя И. И. Шуйского — Марфы Васильевны дочери Петровича Морозова, приданной (приданое) вотчины в Бежецком уезде. Вероятно она была дочерью Морозова Василия Петровича, имевшего дочь Марию Васильевну (в замужестве за князем Андреем Васильевичем Голицыным, погибшим в 1611 году), в иночестве Марфа Васильевна, которая умерла 17 ноября 1633 года. Вероятно, что женой князя Ивана Ивановича Шуйского-Пуговки была не княжна М. В. Долгорукова, а М. В. Морозова.